# Drabescoides umbonata
Drabescoides umbonata är en insektsart som beskrevs av Shang, Zhang och Shen 2003. Drabescoides umbonata ingår i släktet Drabescoides och familjen dvärgstritar. Inga underarter finns listade i Catalogue of Life.